# Templo Coral
El Templo Coral (en rumano: Templul Coral) es una sinagoga situada en Bucarest, Rumania. Es una copia de la Gran Sinagoga Leopoldstadt-Tempelgasse de Viena, que se creó entre 1855 y 1858. Fue diseñada por Enderle y Freiwald y construida entre 1857 y 1867. La sinagoga fue devastada por miembros de la Guardia de Hierro de extrema derecha, pero luego fue restaurada después de la Segunda Guerra Mundial, en 1945. Todavía se celebran allí servicios religiosos, siendo una de las sinagogas que aún están activas en la ciudad y en Rumania.